# 函海
《函海》是清朝時輯成的一部叢書，搜集了許多罕見的前人著作，《清史列傳》称其“表彰先哲，嘉惠来学，甚为海内所称”。其纂者常署為李調元，但實際八個《函海》版本中有三個並非出於其手。

## 背景
李调元“性爱奇嗜博”且“酷有嗜书之癖”，因此與其父李化楠四處搜集藏書。其家有“万卷楼”，藏書多達十万卷，因而人称其為“西川第一藏书家”。後來他當京畿通永道道员時因清廷重修《永乐大典》並開四库，李调元的好友邵晋涵、程晋芳等又是《四库全书》的纂修官，“因以得借观天府藏书副本”。他又雇书吏將這些書原封不動地抄下來，自“辛丑秋，迄于壬寅冬”兩年閒就搜集到了大量的前人著述。乾隆四十七年（1782年，即壬寅年）冬，他將新抄的書籍和以前搜集的宋元善本合刊成冊，此即《函海》壬寅本。

## 版本
《函海》的第一個版本即乾隆壬寅冬本，收錄自漢以來著作，但這一版本刊行很少，現僅存邓长风于美国国会图书馆发现的唯一一本。按邓长风《明清戏曲家考》：“《函海》初刻本凡二十集，收书一百四十二种，一百三十四册，分装二十函。卷首有李调元自撰的《函海总序》”。其中不乏珍本、孤本（如《继制科琐记》）。後來的其他版本直接抄用總序，因此時間都標為“乾隆四十七年十二月初六日”，導致時間混淆。
壬寅本出版之際李调元因“与永平知府弓养正对讦而获罪下狱”，又欠刻書者林某300两而被其扣押版片，因此無法繼續出版函海。乾隆甲辰（1784年）春出獄後再版，即二十四函的甲辰春本《函海》，收书一百五十八种，新增《函海后序》和四集他自己的著作。同年冬，《函海》再版，因此本扉页有“乾隆甲辰本衙版”字樣而得名乾隆本衙本。此版擴充至30函，收书卻減少至一百五十四种，主因一些汉代书版被毀，因而改收錄“自晋而下”的著作，並加上杨慎和李調元自己的著作。
乾隆末年李调元回到故鄉四川，居于罗江，再次增補此書，此即万卷樓本。鄧長風認爲這版《函海》有四十函，詹航伦則認爲有三十函。嘉庆六年（1801年，辛酉年） ，李调元依照万卷樓本對函海做了最后一次修訂，共四十函，收书一百五十九种。其校勘和印刷質量較差。
李調元逝世之後，李鼎元在嘉庆十四年（1809年）再版，修訂了前一版的一些錯誤，刪去了《剧话》，增補李鼎元自纂的序，但基本上和前一本沒有太大出入。
道光二十五（1825年），李調元的兒子李朝夔再次增訂《函海》，補入新書，使其收書量達到一百六十三种，是後來流传最广的一個版本。
光绪七年（1881年），四川舉人钟登甲在北京出售巾箱本《函海》，但這一本刪改極多。已與原版大不相同。